# 湘南動物プロダクション
株式会社湘南動物プロダクション（しょうなん どうぶつ プロダクション）は千葉県成田市にある、動物専門の芸能事務所である。

## 概要
獣医大学の学生だった坂本篤熙は友人からある広告代理店がCMで使うボクサーを探していると言われ連れて行ったところ、動物をメディアで紹介する魅力を知る。そのときの坂本の夢は日本国外の牧場で獣医になることだったが映像の現場へ何度か行くうちにこれを自分の仕事にしたいと決意する。
同プロダクションの最大の特徴は、日本で唯一、獣医学博士が運営する動物専門のプロダクションで、いすみ市には約2万3000坪の敷地を誇る飼育場を保有。さらにハリウッドの動物プロダクションや、タイ王国の映画会社とも提携し、タイの映画会社ではアニマルランドなどの飼育場などを委託されている。かつては関連会社に「市原ぞうの国」があったが、坂本と妻の離婚により湘南動物プロダクションから独立し、資本関係が解消されている。
動物タレントの種類としては、イヌ、ネコ、ウサギ、小鳥などの、一般的なペットから、ライオン、トラなどの猛獣、アルパカ、イノシシ、カンガルー、オオカミといった野生動物など幅広い。この他に所属していない動物の出演依頼もあり、社員で探したり提携先から借りて撮影している。
ソフトバンクのCMシリーズ「白戸家」に出演していた北海道犬のカイくんが所属していた。

## 歴史
- 1972年 - 創業。当初は社名と同じく、湘南地域東部にある神奈川県藤沢市で「湘南動物企画」として設立され、1976年に有限会社湘南動物プロダクションとして法人化された。
- 1980年 - 千葉県東金市に移転。
- 1989年 - 市原市に移り、湘南動物プロ・山小川を拠点として活動。
- 2001年 - 同所を転売して、東金市に復帰、この時に大東パークスタジオを開設した。
- 2007年 - 法人形態を株式会社に変更。2010年、現在の成田市に移転。
- 2010年 - 10月28日に創業者で代表取締役の坂本篤熙が死去[3]。その後プロダクションは解散する[6]。
- 2012年 - 8月に社名そのままで再興、社長は旧プロダクションの取締役でトレーナーの伊賀紀江[6]。
- 2014年 - 2008年から2013年までの約1億円の所得隠しを東京国税局から指摘され、追徴課税は重加算税と合わせて約4000万円[7]。
- 2017年 - 1月23日午前11時5分頃、伊賀紀江とその息子で取締役の男性が洗っていた飼育するライオンに何度か噛まれて上半身に重傷を負う事故が発生、千葉県は動物愛護法に基づいて立ち入り調査した[8]。